# Miep Gies
Hermine Santruschitz (n. 15 februarie 1909, Viena, Austro-Ungaria – d. 11 ianuarie 2010, Hoorn, Olanda de Nord, Țările de Jos), mai cunoscută sub numele de Miep Gies (pronunție în neerlandeză [ˈmip ˈxis]), a fost unul dintre cetățenii neerlandezi care i-au ascuns de naziști pe Anne Frank, familia ei (Otto Frank, Margot Frank, Edith Frank-Holländer) și pe alți patru evrei (Fritz Pfeffer, Hermann van Pels, Auguste van Pels, Peter van Pels) într-o anexă secretă aflată deasupra birourilor celor două companii deținute de tatăl Annei în timpul celui de-al Doilea Război Mondial. Ea s-a născut în Austria, dar în 1920, la vârsta de unsprezece ani, a fost luată în Țările de Jos ca fiică adoptivă de o familie olandeză de care a devenit foarte atașată. Deși trebuia inițial să rămână doar șase luni, această ședere s-a prelungit la un an din cauza sănătății sale fragile, după care a ales să rămână cu ei, trăind tot restul vieții ei în Țările de Jos.
În 1933 a început să lucreze pentru Otto Frank, un om de afaceri care se mutase, împreună cu familia sa, din Germania în Țările de Jos cu speranța de a-și proteja familia de persecuția nazistă din pricina faptului că erau evrei. Gies a devenit o prietenă apropiată și de încredere a familiei și le-a fost de mare ajutor în timpul celor doi ani cât au trăit ascunși. Ea a recuperat jurnalul Annei Frank după ce familia a fost arestată și l-a păstrat în condiții de siguranță până când Otto Frank s-a întors de la Auschwitz în 1945 și a aflat de moartea fiicei sale mai mici. Ea a fost fericită că notițele din jurnalul Annei nu au fost descoperite, deoarece altfel ar fi trebuit să-l distrugă pentru că dezvăluia identitatea tuturor persoanelor care au ajutat familia Frank în momentele ei grele petrecute în anexă.
Împreună cu Alison Leslie Gold, Gies a scris cartea Anne Frank Remembered: The Story of the Woman Who Helped to Hide the Frank Family, publicată pentru prima dată în 1987.

## Primii ani

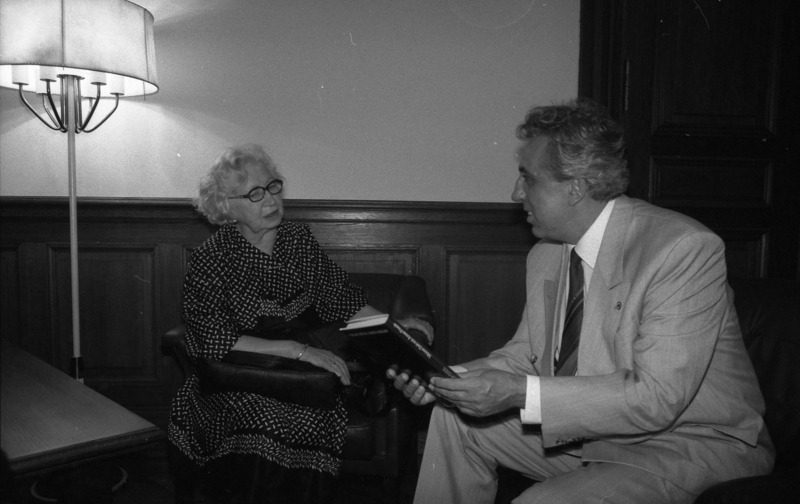
Miep Gies și Egon Krenz în 1989

Născută Hermine Santruschitz la Viena în familia lui Mathias și a Genofevei (născută Jakuschitz) Santruschitz (mai târziu și-a scris numele Santrouschitz în Țările de Jos), Gies a călătorit de la Viena la Leiden în decembrie 1920 pentru a scăpa de penuria de alimente existentă în Austria după Primul Război Mondial. Familia Nieuwenburg, o familie neerlandeză din clasa muncitoare care avea deja cinci copii, au luat-o ca pe fiica lor adoptivă și i s-au adresat cu diminutivul „Miep”, prin care a devenit cunoscută. În 1922 s-a mutat împreună cu familia ei adoptivă în Gaaspstraat 25 din Amsterdam. Ea a fost o elevă silitoare și s-a descris ca fiind „rezervată și foarte independentă”; după absolvirea liceului, a lucrat pe postul de contabilă și apoi, în 1933, ca secretară a sucursalei olandeze a firmei germane Opekta. „Dar biroul nu a fost singurul lucru din viața mea. Viața mea socială era la acest moment foarte activă. Îmi plăcea să dansez și făceam parte, la fel ca multe alte fete tinere olandeze, dintr-un club de dans” - a afirmat Miep.
Otto Frank s-a mutat din Germania și a fost numit director al sucursalei neerlandeze a companiei germane Opekta. Miep a devenit o prietenă apropiată a familiei Frank, așa cum a fost și Jan Gies, logodnicul ei. După ce a refuzat să se alăture unei asociații a femeilor naziste, pașaportul a fost anulat, iar ea a primit un ordin de deportare în Austria (care fusese anexată de Germania, ceea ce a făcut-o să fie considerată cetățean german) după 90 de zile. Cuplul s-a confruntat cu unele dificultăți, dar Jan și Miep s-au căsătorit pe 16 iulie 1941, astfel încât ea a putut obține cetățenia neerlandeză și a evitat astfel deportarea. „Anne a fost impresionată de inelul meu de aur. S-a uitat visătoare la el. (...) Pentru că erau vremuri grele, am avut doar un singur inel, deși obiceiul era ca un cuplu să aibă două. Eu și cu Henk [În cartea ei Miep îl numește Henk pe Jan Gies, pentru că Anne Frank a folosit acest pseudonim în jurnalul ei] abia am adunat destui bani pentru un inel de aur. El a insistat că eu ar trebui să-l port.” Vorbirea fluentă de către Gies a limbilor neerlandeză și germană a ajutat familia Frank să se integreze în societatea olandeză, iar ea și soțul ei au devenit invitați obișnuiți în casa familiei Frank.

## Ascunderea familiilor
Împreună cu soțul ei, Jan Gies, și cu ceilalți angajați Opekta: Victor Kugler, Johannes Kleiman și Bep Voskuijl, Miep Gies a ajutat la ascunderea lui Otto și Edith Frank, a fiicelor lor Margot și Anne, a lui Hermann și Auguste van Pels, a fiului lor, Peter, și a lui Fritz Pfeffer în mai multe camere de la etaj din clădirea companiei de pe Prinsengracht din Amsterdam din 6 iulie 1942 până în 4 august 1944. Într-un interviu, Gies a spus ea a fost bucuroasă să ajute familiile să se ascundă pentru că era extrem de preocupată față de soarta lor, văzând ce se întâmplă cu evreii din Amsterdam. În fiecare zi, ea a văzut camioane încărcate cu evrei ce mergeau spre gară, de unde plecau trenuri către lagărele de concentrare naziste. Ea nu a spus nimănui, nici chiar proprilor ei părinți adoptivi, despre persoanele ascunse pe care le ajuta.
Atunci când cumpăra produse alimentare pentru persoanele care se ascundeau, Gies evita suspiciunea autorităților în mai multe moduri, de exemplu prin vizitarea mai multor furnizori diferiți într-o singură zi. N-a cărat niciodată mai mult decât o pungă de cumpărături. A evitat ca muncitorii de la Opekta să devină suspicioși, încercând să nu intre în ascunzătoare în timpul orelor de serviciu. Soțul ei a ajutat-o, de asemenea, prin furnizarea de cartele pe care le-a obținut în mod ilegal. Vizitând zilnic mai multe magazine și piețe alimentare, Gies a reușit să rezolve satisfăcător situația aprovizionării.
În apartamentul lor, aflat în apropiere de anexa secretă, Gies și soțul ei (care făcea parte din Rezistența olandeză) au ascuns, de asemenea, un student antinazist.

### Capturarea
În dimineața zilei de 4 august 1944, stând la biroul ei, Gies a privit în sus și a văzut un bărbat care a îndreptat o armă către ea, Voskuijl și Kleiman și i-a spus: „Stai pe loc! Nu te mișca!” Familiile fuseseră denunțate și Grüne Polizei i-a arestat pe oamenii ascunși în clădirea din Prinsengracht 263, precum și pe domnii Kugler și Johannes Kleiman. A doua zi, Gies a mers la sediul poliției germane pentru a încerca să-i găsească. Ea a încercat să le ofere bani pentru a le cumpăra libertatea, dar nu a avut succes. Gies și ceilalți protectori puteau fi executați dacă ar fi fost prinși ascunzând evrei; cu toate acestea, ea nu a fost arestată pentru că ofițerul de poliție care a venit să o interogheze era din Viena, orașul ei natal. Ea i-a recunoscut accentul vienez și i-a spus că proveneau din același oraș. El a fost uimit, apoi a început să se agite și a înjurat-o, spunându-i: „Ar trebui să-ți fie rușine pentru că ai protejat gunoaiele evreiești!” Apoi a decis să o lase să plece. Gies a trăit în condiții de siguranță cu Jan la Amsterdam pe tot restul războiului.
Înainte ca ascunzătoarea să fie golită de autorități, Gies a recuperat jurnalul Annei Frank și l-a păstrat în sertarul biroului ei. După ce războiul s-a terminat și s-a confirmat că Anne Frank a murit la Bergen-Belsen, Gies i-a înmânat colecția de hârtii și de caiete singurului supraviețuitor din Anexa Secretă, Otto Frank. După ce a transcris părți din jurnal pentru familia lui, talentul literar al fiicei sale a devenit evident și Otto Frank s-a ocupat de publicarea cărții în 1947. Gies nu a citit jurnalul înainte de a i le înmâna lui Otto și a afirmat că ar fi trebuit să-l  distrugă pentru că jurnalul conținea numele tuturor celor cinci protectori, precum și ale furnizorilor de provizii de pe piața neagră. Ea a fost convinsă de către Otto Frank să-l citească după ce a apărut ediția a doua. În anul 1947 Miep și Jan Gies s-au mutat într-o clădire de pe Jekerstraat 65. Otto Frank s-a mutat acolo, împreună cu ei.
Gies a fost intervievată despre amintirile ei cu privire la ascunderea familiei Frank în filmul documentar Anne Frank Remembered (1995) de Jon Blair.

## Premii și onoruri
În 1994 Gies a fost distinsă cu Ordinul de Merit al Republicii Federale Germania, precum și cu Medalia Wallenberg a Universității Michigan. În anul următor Gies a primit medalia și titlul Drept între popoare acordat de institutul Yad Vashem. În 1997 a fost distinsă cu Ordinul de Orania-Nassau în grad de cavaler către regina Beatrix a Țărilor de Jos. Planeta minoră 99949 Miepgies este numită în onoarea ei.
Pe 30 iulie 2009 ambasadorul Austriei în Țările de Jos, Wolfgang Paul, s-a deplasat la locuința lui Miep Gies și i-a înmânat Ordinul de Merit pentru servicii aduse Republicii Austria.

## Moartea
Pe 11 ianuarie 2010, Miep Gies a murit în Hoorn, după ce suferise o cădere înainte de Crăciun. I-a supraviețuit soțului ei, Jan Gies, timp de 17 ani. La momentul morții sale, avea un fiu (Paul), o noră (Lucie) și trei nepoți (Erwin, Jeanine și David).